# IPredator
IPredator war ein VPN-Anonymisierungsdienst, der erstmals 2009 von The Pirate Bay angeboten wurde, um sich zum Schutz der Privatsphäre inkognito im Internet bewegen zu können.
Die Bereitstellung des Angebots erfolgte als Reaktion auf die angekündigte Umsetzung der Richtlinie 2004/48/EG (Schutz der Rechte an geistigem Eigentum) (IPRED) in Schweden zum 1. April 2009, die den Abruf persönlicher Informationen durch Rechteinhaber bei Verdacht auf Verstöße gegen das Urheberrecht erlaubt. Der Name des Dienstes IPREDator war als Anspielung auf diese Richtlinie gedacht.
Bekannt wurde IPredator durch die Verbindung zu The Pirate Bay und die Sperrungen durch die Online-Bezahldienste Payson, PayPal und Paysafecard im Jahr 2013.
Im Oktober 2020 fusionierte IPredator mit Njalla, einem Internetdienstanbieter für Domainregistrierung, der ebenso von Peter Sunde gegründet wurde.

## Entwicklung
Im März 2009 teilte Peter Sunde dem Magazin TorrentFreak mit, dass sich der Dienst aktuell in der Beta-Phase befindet und später mit rund 500 Benutzern getestet werden soll. Am 15. Juni 2009 verkündete The Pirate Bay das Erreichen von 180.000 Registrierungen und die Versendung der Einladungen an die ersten 3000 Nutzer. Im Januar 2010 wurde schließlich IPredator für die Allgemeinheit geöffnet.
Obwohl der Dienst ursprünglich gegen das IPRED-Gesetz gerichtet war, setzten die Betreiber auch den Kampf gegen das in Schweden umstrittene Försvarets-radioanstalt-Gesetz (FRA) vom 18. Juni 2008 auf die Agenda. Die Sondereinheit des militärischen Geheimdienstes MUST darf seit diesem Zeitpunkt verdachtsunabhängig die gesamte Kommunikation der Schwedischen Bürger mit dem Ausland überwachen. In Anlehnung an das Computerspiel Punch-Out!! wurde zum Starttermin eine Grafik mit dem Titel FRA vs IPredator – It’s on! veröffentlicht.

### Zahlungssperren
Im Juli 2013 teilte der schwedische Bezahldienst Payson seinen betroffenen Kunden mit, die Zahlungen über Kreditkarte an IPredator einzustellen. Der internationale Anbieter PayPal fror kurzerhand das Ipredator-Konto ein. Grund hierfür seien neue Richtlinien von VISA und Mastercard, zukünftig keine VPN-Betreiber mehr zu unterstützen – wie dies zuvor schon bei Filesharing-Angeboten der Fall gewesen ist. Trotz fortbestehender Zahlungssperren hatten sowohl VISA als auch Mastercard keine offizielle Bestätigung bekannt gegeben. TorrentFreak vermutete hinter der Aktion eine Einflussnahme durch Behörden, die jedoch im Zuge des PRISM-Skandals zur völligen Unzeit geschehen sei.
Im August 2013 stellte PaysafeCard die Zahlungen an IPredator mit der Begründung ein, dass man nicht zurückverfolgen könne, falls sich ein Kunde rechtswidrig verhält. Am 26. August 2013 wurde auf dem Blog von IPredator bekanntgegeben, dass PayPal nach der Klärung von "Missverständnissen" die Kontosperrung aufgehoben hat und dass PaysafeCard zwar IPredator gesperrt hat, jedoch Proxy-Dienste wie JonDo, sowie andere Sharehoster weiter unterstützt.
Nach den Auseinandersetzungen mit Kreditkartenbetreibern und Online-Bezahldiensten akzeptiert IPredator mit Stand September 2013 nun die Bezahlung über: Bitcoin, PayPal (ohne Kreditkarten), Payson (ohne Kreditkarten), OK Pay (ohne Kreditkarten), sowie Payza (mit Kreditkarten).

## Technik

### Betreiber und Registrierungen
Obwohl IPredator in Verbindung mit The Pirate Bay steht, sind Organisation und Technik jedoch getrennt.
Am 4. September 2013 war die Domain ipredator.se registriert auf PrivActually Ltd. in Zypern. Der Host mit der IP: 193.234.198.41 stand beim Provider Resilians AB in Schweden. 20 VPN-Server unter vpn.ipredator.se standen bei dem Provider Portlane Networks AB in Schweden.

### Einwahl
IPredator unterstützt die Einwahl über OpenVPN und PPTP, wobei PPTP grundsätzlich wegen Sicherheitsbedenken nicht mehr empfohlen wird. L2TP/IPSEC und SSTP werden Stand September 2013 nicht unterstützt. IPredator unterstützt IPv6.

### Protokollierung
Nach eigenen Aussagen protokolliert IPredator Daten zu Debugging-Zwecken bei Verbindungsauf- und -abbau. Die Logdateien werden extern und verschlüsselt gespeichert. Wegen des verwendeten Pre-Paid-Modells werden laut Ipredator keine Nutzungsdaten gespeichert.